# Metacatharsius petrovitzi
Metacatharsius petrovitzi là một loài bọ cánh cứng trong họ Bọ hung (Scarabaeidae).